# 下龙新木姜子
下龙新木姜子（学名：Neolitsea alongensis）为樟科新木姜子属下的一个种。